# Kaylah McPhee
Kaylah McPhee (Brisbane, 4 februari 1998) is een tennisspeelster uit Australië. McPhee begon op zevenjarige leeftijd met het spelen van tennis. Haar favoriete ondergrond is hardcourt. Zij speelt rechtshandig en heeft een tweehandige backhand. Zij is actief in het internationale tennis sinds 2013.

## Loopbaan
McPhee speelde in 2014 voor het eerst op de hoofdtabel van een ITF-toernooi, in de Australische stad Port Pirie, in het enkel- en dubbelspel. In 2018 won zij haar eerste titel in het dubbelspel, op het ITF-toernooi van de Australische federale hoofdstad Canberra, samen met de Roemeense Irina Fetecău. In 2019 won zij het $60k-toernooi van Bendigo met landgenote Maddison Inglis.
In 2020 speelde McPhee haar eerste grandslampartij op het Australian Open, waar zij met Maddison Inglis in het dubbelspel uitkwam.
McPhee stond in 2024 voor het eerst in een WTA-finale, op het WTA 125-toernooi van Canberra, samen met landgenote Astra Sharma – zij verloren van Veronika Erjavec en Darja Semeņistaja.

## Posities op deWTA-ranglijst
Positie per einde seizoen:
| jaar | rang enkelspel | rang dubbelspel |
| ---- | -------------- | --------------- |
| 2016 | 1098           | 779             |
| 2017 | 717            | 1100            |
| 2018 | 363            | 373             |
| 2019 | 213            | 338             |
| 2020 | 256            | 247             |
| 2021 | 547            | 371             |
| 2022 | 590            | 850             |
| 2023 | 513            | 270             |

## Resultaten grandslamtoernooien
| Legenda | Legenda                          |
| ------- | -------------------------------- |
| g.t.    | geen toernooi gehouden           |
| l.c.    | lagere categorie                 |
| –       | niet deelgenomen                 |
| G       | uitgeschakeld in de groepsfase   |
| 1R      | uitgeschakeld in de eerste ronde |
| 2R      | uitgeschakeld in de tweede ronde |
| 3R      | uitgeschakeld in de derde ronde  |
| 4R      | uitgeschakeld in de vierde ronde |
| KF      | uitgeschakeld in de kwartfinale  |
| HF      | uitgeschakeld in de halve finale |
| F       | de finale verloren               |
| W       | het toernooi gewonnen            |
| w-v     | winst/verlies-balans             |

### Enkelspel
geen deelname

### Vrouwendubbelspel
| toernooi        | 2020 |    | 2024 |
| --------------- | ---- | -- | ---- |
| Australian Open | 2R   | 1R |      |
| Roland Garros   | –    |    |      |
| Wimbledon       | g.t. |    |      |
| US Open         | –    |    |      |

## Palmares
| Legenda                 |
| ----------------------- |
| Grandslamtoernooi       |
| Olympische Spelen       |
| Year-End Championships  |
| Premier Mandatory       |
| Premier Five / WTA 1000 |
| Premier / WTA 500       |
| International / WTA 250 |
| Challenger / WTA 125    |

### WTA-finaleplaatsen enkelspel
geen

### WTA-finaleplaatsen vrouwendubbelspel
| nr.              | finale     | toernooi     | ondergrond | partner      | tegenstandsters                    | score    |         |
| ---------------- | ---------- | ------------ | ---------- | ------------ | ---------------------------------- | -------- | ------- |
| gewonnen finales |            |              |            |              |                                    |          |         |
| geen             |            |              |            |              |                                    |          |         |
| verloren finales |            |              |            |              |                                    |          |         |
| 1.               | 2024-01-06 | WTA Canberra | hardcourt  | Astra Sharma | Veronika Erjavec Darja Semeņistaja | 2-6, 4-6 | details |